# Az Ötök (Sanctuary – Génrejtek)
Az Ötök (The Five) a Sanctuary – Génrejtek című kanadai sci-fi-fantasy televíziós sorozat első évadjának hetedik epizódja.

## Ismertető
|  | Alább a cselekmény részletei következnek! |

Dr. Magnus az abnormális lényekről tart előadást Rómában, amikor megjelenik Nikola Tesla, és a Cabal közeledésére figyelmezteti Helent. A város alatt húzódó katakombarendszeren át igyekeznek menekülni, de beszélgetésükből Magnus rájön, hogy a Cabal nem is őt, hanem Teslát üldözi.
A Squidhez igyekvő Ashley-t elkábítja és elrabolja John Druitt. Elárulja, hogy ő az apja, és mesél neki az Ötökről, illetve arról, hogy anyja nem egyszerűen genetikai elváltozás miatt él már 157 éve, hanem egy általuk megalkotott szérum hatásaként.
A Menedékben ezalatt egy ismeretlen tettes megrongálja az elektromos rendszert, a szabadon lakó abnormális lények közül többet is támadás ér. A nyomok egy intelligens hüllőszerű lényre utalnak, aki nyugtatókért tört be a Menedék egy raktárába. Henry lázas állapota, emlékezetének hiányosságai és sebesülése gyanússá teszi őt Will-t számára.
A katakombákban kiderült, hogy Tesla saját céljai miatt vonta be Helent az üldözésbe, a segítségére van szüksége, hogy befejezhesse, amin dolgozik. A saját DNS-ét felhasználva a vámpírok új seregét akarja létrehozni, hogy felszámolhassa a Cabal teljes hálózatát és a századokkal korábban vámpírok által uralt világot újra visszahozhassa.
Az elrabolt Ashley nagyon nehezen hisz Druittnak, ám a férfi szerint anyja veszélyben van Tesla tervei miatt, mert ha Helen nem csatlakozik hozzá, Tesla megöli. Tesla kérése az, hogy Helen a gyakorlatilag értelem nélküli élőholtakat intelligens vámpírokká tegye. Magnus természetesen visszautasítja Tesla tervét és menekülni próbál, ám a vámpírok a nyomában vannak.
A Menedékben ezalatt Will nem jut előre a vizsgálódásban, Nagyfiúval és Henryvel egyaránt falba ütközik a kérdései miatt. Végül összetalálkozik a titokzatos támadóval, amely egy hatalmas kígyószerű lény. A közben farkassá átváltozott Henry az utolsó pillanatban menti meg őt, ezzel leleplezi saját abnormális képességét, amit Dr. Magnus, Nagyfiú és Henry maga is titkolt Will elől.
A katakombákba érkezvén Druitt és Ashley rátalál a sarokba szorított Helenre, és Tesla hatástalanítása után mindhármukat a Menedékbe teleportálja.
|  | Itt a vége a cselekmény részletezésének! |

## Fogadtatás
A Paste Magazin szerint a készítők túlzottan rábízták magukat a CGI technikára mind a Menedék folyosóinak, mind Róma katakombáinak jeleneteinél, ahol az epizód legnagyobb része játszódott. A cikk írója további részleteket hiányol egyrészt a Menedék hatalmas épületének üressége miatt, másrészt úgy véli, a mindössze öt emberből álló személyzet nem nagyon segíti elő a történet dinamikusságát. Pozitívumként értékelte azonban az anya-lánya közötti történetszál alakulását. Más visszajelzések kiemelik azt a fontos tényt, hogy epizód sok lyukat töltött ki a régmúlt hiányzó eseményeiből, a karaktereik hátteréről sok minden derült ki. Amber Spence jónak tartja az epizódot, különösen érdekes tartja benne Henry és Nagyfiú kapcsolatát.